# Мушкудиани, Александр Ясонович
Александр Ясонович Мушкудиани (1922 год, село Лечхумский уезд, Кутаисская губерния, ССР Грузия — неизвестно, Цагерский район, Грузинская ССР) — звеньевой колхоза «Комунизмисакен» Цагерского района, Грузинская ССР. Герой Социалистического Труда (1949).

## Биография
Родился в 1922 году в крестьянской семье в одном из сельских населённых пунктов Лечхумского уезда. С конца 1930-х годов трудился рядовым колхозником в колхозе «Комунизмисакен» Цагерского района. В послевоенные годы возглавлял звено виноградарей в этом же колхозе.
В 1948 году звено под его руководством собрало в среднем с каждого гектара по 116,7 центнера винограда на участке площадью 3 гектара. Указом Президиума Верховного Совета СССР от 5 августа 1949 года удостоен звания Героя Социалистического Труда за «получение высоких урожаев винограда в 1948 году» с вручением ордена Ленина и золотой медали «Серп и Молот» (№ 4390).
За выдающиеся трудовые достижения по итогам работы в 1949 и 1950 годах награждался дважды Орденом Ленина.
После выхода на пенсию проживал в Цагерском районе. Дата смерти не установлена.
Награды
- Герой Социалистического Труда
- Орден Ленина — трижды (1949; 05.09.1950; 01.09. 1951).